# 崔致远传

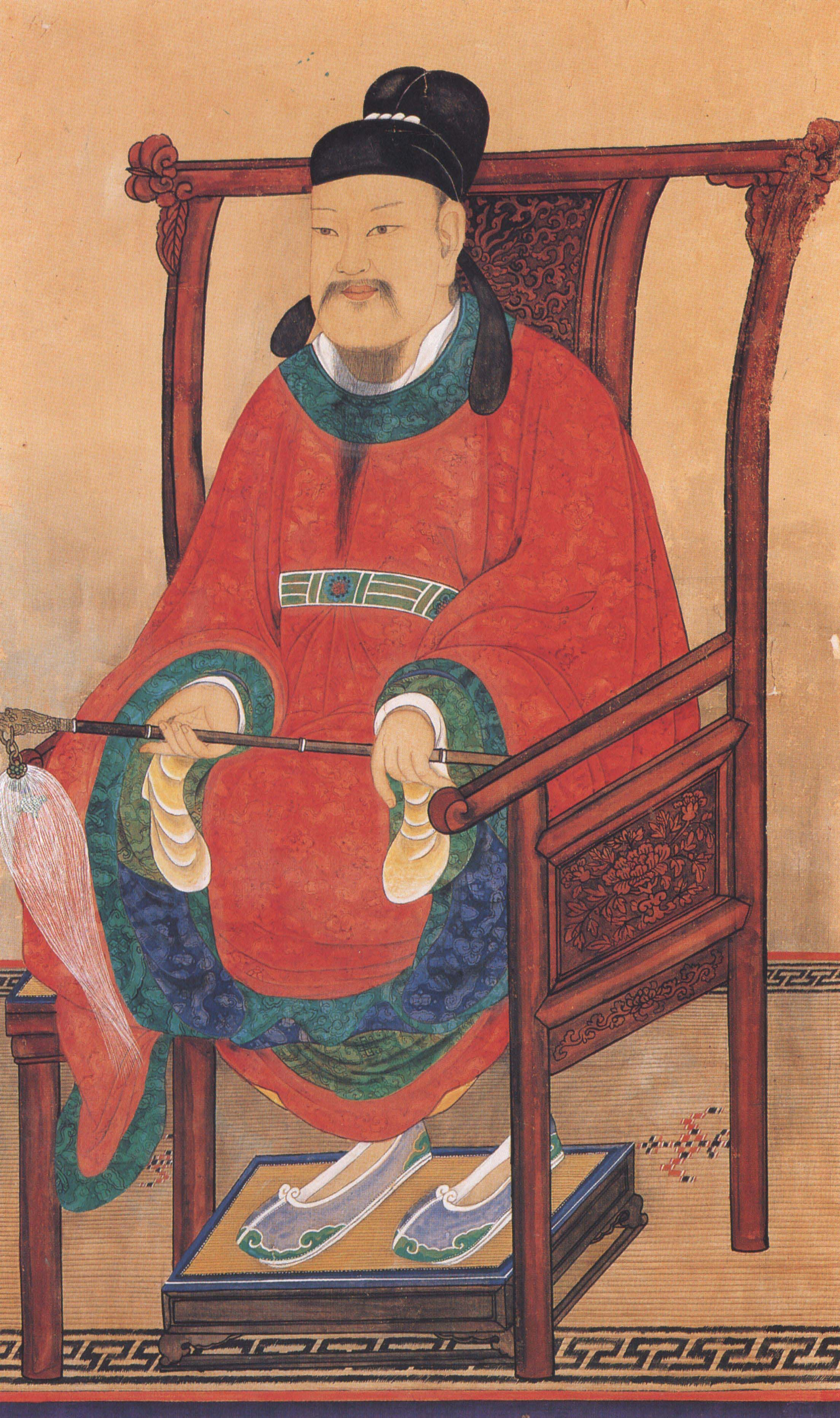
崔致远

《崔致远传》又称《双女坟记》、《仙女红袋》是一个有关新罗文人崔致远在唐朝担任溧水县尉期间与双女坟两仙女的人鬼恋故事。该故事收录于已失传的朝鲜古典名著《新罗殊异传》。朝鲜王朝《太平通载》（1462年）卷六十八转录了这部作品，包括1503字的叙事文字和一首431字的长篇歌行，标题为《崔致远传》。这是现传最完整的版本。《大东乐府群玉》（1589年）卷十五收有一个405字改题为《仙女红袋》的节录:235:21。这个传说故事不仅在朝鲜半岛，在中国也流传很广。南宋张敦颐的《六朝事迹编类》（12世纪上半叶）卷十三，南宋周应合《景定建康志》（1260年）卷四十三，元朝张铉的《至正金陵新志》（1344年）， 清朝朱绍文的《乾隆高淳县志》都对此故事有记载:236-237。邢孟麟、孔昭云等清代诗人也都作有吟咏崔致远与双女坟的诗篇。

## 故事梗概
传说溧水县两名同胞姊妹因婚姻不遂愿，含恨自尽，死后被同葬于花山山下的“双女坟”。唐乾符年间，溧水县尉崔致远巡察花山，下榻招贤驿。他听说双女故事后，对两女深为怜悯，在墓门写下一首七律。当晚在驿馆，有使女送来两只红袋。袋中装有悲切凄楚诉说命运不公的两首和诗。崔致远唏嘘不已，随即回诗一首让女带回。深夜，崔致远梦见俩“仙女”驾临。三人对烛共吐衷肠，吟诗唱和。破晓，两女匆匆辞别。从睡梦中醒来的崔致远倍感离奇，写下碑文《双女坟记》和七言古风《双女坟》，后又写下《仙女红袋》一文，详述他在招贤驿梦遇仙女的故事:21-24。

## 文学价值
《崔致远传》采用的是唐传奇的文体，与之前传入新罗的唐传奇作品《游仙窟》在题材、情节、风格上比较相近。有观点将其视为朝鲜半岛首部成熟小说:25。与《游仙窟》相比，《崔致远传》没有浓厚的色情成分，以抒情感慨为主，有很高的审美价值:245=246。
《崔致远传》中有12首诗歌，体裁包括乐府歌行、律诗和绝句。文章结尾有一篇长诗，一般被称为《双女坟》。唐传奇的文体一般是一篇散文或骈文，配以一首长诗。现传陈鸿的《长恨歌传》与白居易的《长恨歌》就是相匹配的完整唐传奇作品，但大部分的唐传奇作品文末的长诗都已失传。《崔致远传》是《长恨歌传》外，又一篇完整的唐传奇文体作品。《双女坟》是典型长篇乐府歌行，四句一节，每四句换一次韵，一般一、二、四句押韵，既有乐府民歌一唱三叹的魅力，也有近体诗的典雅气质。全诗共63句，431字，是朝鲜文学史上的第一首长篇叙事诗。:245-250

## 作者争议
《崔致远传》的主人公是崔致远本人，而且一般认为《崔致远传》就是他自己所作。但也有学者认为，这种可能性很低，应该是他人听过崔致远的经历后所作。《崔致远传》成文之前，南宋张敦颐的《六朝事迹编类》就已经有对此故事的描述。高丽僧人觉训的《海东高僧传》说《新罗殊异传》的作者是朴寅亮。他曾于1080年随户部尚书柳洪奉使入宋，作有大为宋人称道的《小华集》（已失传）。:236-243

## 双女坟
双女坟位于今江苏省南京市高淳区固城镇，古招贤驿西侧，距今约有1250多年。传说有两名同胞姊妹因婚姻不遂愿，含恨自尽，死后被同葬于此。由于当地村民认为有神灵不敢冒犯而被完好地保存至今，千余年来一直是当地有名的古迹:236。